# Eleusinion
Eleusinion var ett tempel i Aten i det antika Grekland, tillägnad Demeter och Kore (Persefone). Det spelade en viktig roll i de panathenska spelen, och var förvaringsplats för de heliga kultobjekt som användes under de eleusinska mysterierna. 
Templet uppfördes på 400-talet f.Kr. Pausanias beskrev templet under 100-talet. Helgedomen låg ovanför källan Enneakrounos och innehöll statyer av Demeter och Kore samt Iakkhos. Nära invid låg ett tempel till Triptolemos. Det torde ha stängts under förföljelserna mot hedningarna vid kristendomens införande på 300-talet. 